# Sieniawa
Sieniawa is een stad in het Poolse woiwodschap Subkarpaten, gelegen in de powiat Przeworski. De oppervlakte bedraagt 6,76 km², het inwonertal 2087 (2005).

## Verkeer en vervoer
- Station Sieniawa